# Ястшембе (футбольный клуб)
ГКС «Ястшембе» (пол. GKS Jastrzębie) — польский футбольный клуб из города Ястшембе-Здруй в Силезском воеводство. Клуб основан в 1961 году, домашние матчи проводит на «Городском стадионе», вмещающем 5 650 зрителей. В сезоне 1988/1989 команда выступала в Высшей лиге.

## Прежние названия
- 1961—1963 — «Гурник Ястшембе» (пол. Górnik Jastrzębie)
- 1962—1970 — «Гурник Ястшембе-Мощеня» (пол. Górnik Jastrzębie-Moszczenia)
- 1970—1999 — «ГКС Ястшембе» (пол. GKS Jastrzębie)
- 1999—2005 — «Гурник Ястшембе» (пол. Górnik Jastrzębie)
- 2005—н. в. — «ГКС Ястшембе» (пол. GKS Jastrzębie)[4]

## Достижения
- Вторая лига
  - Победитель: 2017/18
  - Серебряный призёр: 1987/88
- Третья лига
  - Победитель (4): 1978/79, 1984/85, 2006/07, 2016/17
  - Серебряный призёр (2): 1982/83, 1983/84
  - Бронзовый призёр (3): 1972/73, 1990/91, 2005/06